# آنا نيثلينج بول
أنا نيثلينج- بول (1906-1992)هي ممثلة ومؤدية ومنتجة أفلام جنوب أفريقية. مواليد 24 ديسمبر 1906 في غراف-رينيت، كانت تكتب تحت اسم "نيهاوسفور" وأحيانًا "ويناند دو بريس". كانت أول مذيعة تلفزيون في مؤسسة البث الجنوب أفريقية. توفيت 14 أغسطس 1992 في بلومفونتين

## سيرتها الذاتية
ولدت أنا نيثلينج- بول في 24 ديسمبر 1906، وهي أكبر بنت لعائلة مكونة من أربعة أطفال. تعرفت على المسرح في سن الخامسة وشاركت في العروض المسرحية الثانوية في لانغهوفين. شاركت طوال حياتها في أكثر من 50 عمل درامي، معظمها باللغة الأفريقانية. ومن بين أعمالها ترجمات لسبعة اعمال درامية شكسبيرية إلى اللغة الأفريقانية. 
توفيت والدتها خلال جائحة الإنفلونزا العظيمة في أكتوبر 1918، كما وُلد الطفل الذي كانت تتوقعه ميتًا. بعد عامين من وفاة والدتها تزوج والدها من جوهانا لورو وأنجب منها ولدان (بيتر لورو وفريدريش فيلهلم). توفي والدها عام 1964 بعد بلوغه التسعين من عمره.
أصبحت نيثلينج-بول وزوجها عضوين في حركة أوس ووابراندواج المؤيدة للنازية، والتي كانت تعارض بشدة مشاركة جنوب إفريقيا في الحرب العالمية الثانية. لعبت دورًا رئيسيًا في تنظيم مسيرة لنحو 10,000 امرأة ضد الحرب. أصبح زوج نيثلينج جنرالًا في المنظمة ، وتم القبض عليه بسبب تورطه في المنظمة في فبراير 1942. وتم حبسه لاحقًا وأطلق سراحه من الحجز في عام 1944. وانفصل الزوجان بعد فترة وجيزة.
حصلت نيثلينج-بول على العديد من الجوائز تقديرا لمساهمتها في مسرح اللغة الأفريقانية. وكانت من بين الجهات المرموقة التي منحتها هذه الجوائز أكاديمية جنوب أفريقيا للعلوم والفنون واتحاد الجمعيات الثقافية الأفريقانية.